# 尼古拉斯·卡波格羅索
尼古拉斯·卡波格羅索（西班牙語：Nicolás Capogrosso，1990年12月26日—），阿根廷男子沙灘排球運動員。他和朱利安·阿薩德搭檔參加2020年夏季奧林匹克運動會，結果在小組賽階段被淘汰。

## 外部連結
- 尼古拉斯·卡波格羅索在FIVB beach volleyball database（英语）
- 尼古拉斯·卡波格羅索在Beach Volleyball Database（英语）
- 尼古拉斯·卡波格羅索在WorldofVolley（英语）
- 尼古拉斯·卡波格羅索在Olympics.com（英语）
- 尼古拉斯·卡波格羅索在Olympedia（英语）
- 尼古拉斯·卡波格羅索在Argentine Olympic Committee（西班牙语）